# V-2 로켓

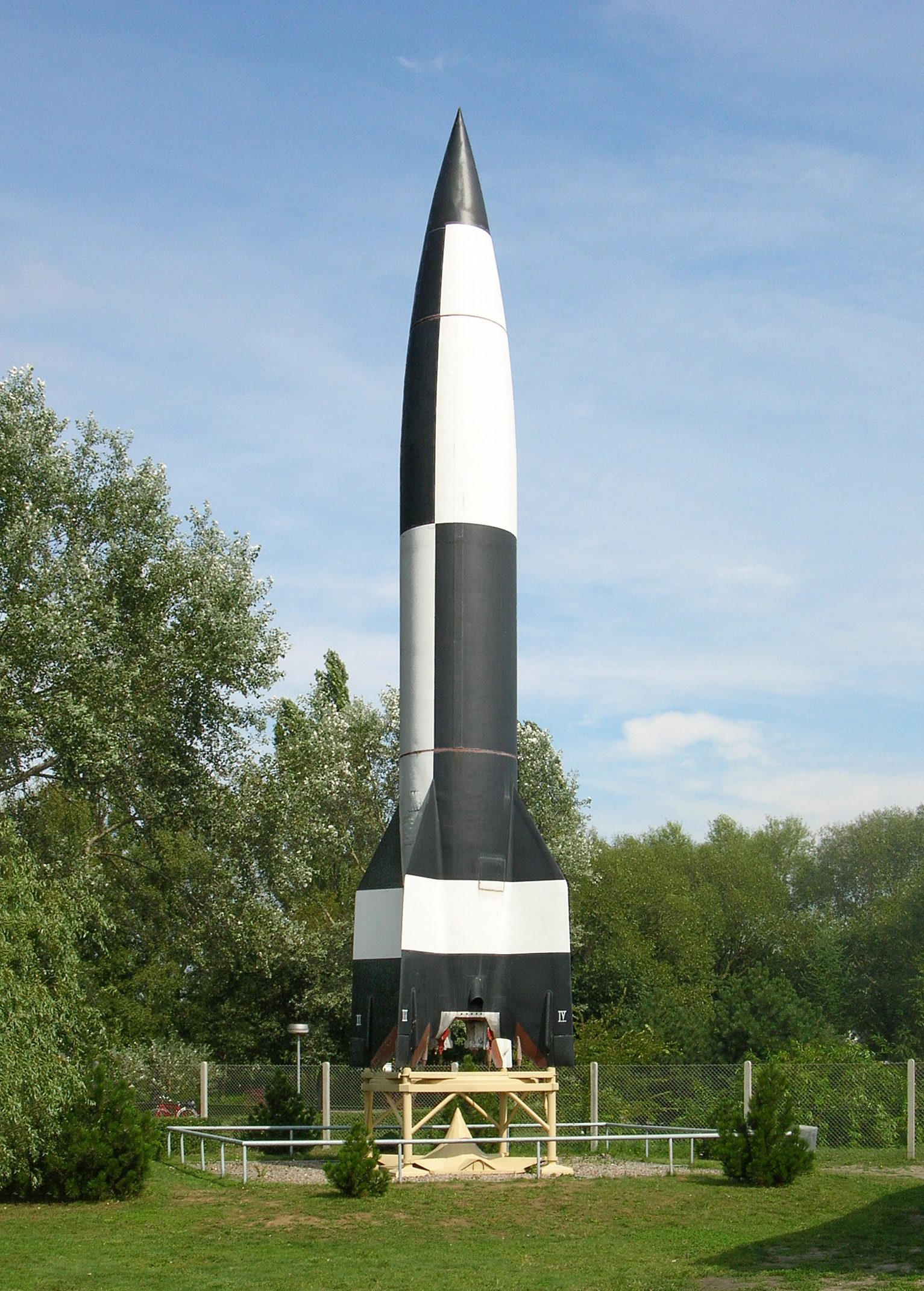
V-2 로켓의 모형

보복무기 2호(독일어: Vergeltungswaffe 2; V-2 페어겔퉁스바페 츠바이; 파우 츠바이[*]), 기술명칭으로는 아그라가테 4호(독일어: Aggregat-4; A-4 아그레가트 피어; 아 피어[*])는 제2차 세계 대전 당시 나치 독일에서 개발했던 탄도 미사일이다. 페네뮌데 육군 연구 센터의 베르너 폰 브라운이 개발을 주도하였으며 미국의 로버트 고다드가 개발한 액체 연료 로켓을 카피하는 것으로 개발이 시작되었다.(제2차 세계 대전 종전 후 고다드는 뇌획된 V2를 면밀히 조사한 끝에 자신의 기술을 훔쳤음을 깨달았으며 브라운 본인도 고다드의 로켓이 자신의 로켓개발에 크게 기여했음은 인정했다.) 브라운은 이를 바탕으로 보다 발전시켜서 V2를 만들었으며 V2는 인류 역사상 처음으로 우주에서 지구를 촬영한 로켓이 되었다. 이 로켓의 개발로 베르너 폰 브라운은 기술적인 면에서는 적어도 25년 정도 시대를 앞서갔다는 평가를 받았다.
제1차 세계 대전 패전이후 독일은 베르사유 조약을 통해 전차나 군용기 개발에 강력한 제제를 받게 되었다. 이러자 독일 육군은 민간에서 시험적으로 개발하고 있던 로켓의 무기화 가능성에 주목하고 본격적인 로켓개발에 나선다. 당시에는 미사일에 대한 개념이 없었고 베르사유 조약에도 명시되지 않아서 당시에 불리우던 로켓으로 부르게 된다.
1932년 육군 로켓연구소 소장 발터 도른베르거는 오베르트 박사의 수제자인 19세의 폰 브라운을 영입하여 1933년부터 A-1, 2, 3, 4, 5 로켓을 연속적으로 개발했고 그 중 A-4가 V2로 불리게 된다. V2에서는 V는 바로 보복을 뜻하는 'Vergeltung'를 의미한다. 제공권을 상실한 상태에서 연합군에 보복무기의 성격을 띄고 있었기 때문에 히틀러가 부여한 이름이다.
V2의 비행과 유도원리는 수직과 수평방향의 균형을 잡아주는 자이로스코프를 설치하여 스스로 평형을 유지할 수 있도록 하였으며 초기 형은 영국까지의 비행시간을 산정하여 아날로그 컴퓨터에 입력하면, 아날로그 컴퓨터가 알아서 엔진을 멈추는 형식이었다. 후기 형부터는 지상에서 무선명령을 통해 유도했다고 한다.
기존 V1에 비하면 훨씬 진보한 무기기술이었다. 게다가 뉴욕을 공격하기 위해 2단 로켓으로 개량을 계획하기도 했다.
주 연료는 메탄올을 사용했는데 이는 만성적인 석유부족에 시달리던 독일에게는 등유나 경유 같은 석유계 이외의 연료를 사용할 수가 있었고, 메탄올을 사용함으로서 따로 냉각재를 쓸 필요가 없었다. 몸체는 알루미늄으로 만들어져서 발사 중량을 줄이도록 설계되었다. 어차피 로켓은 지속적으로 연료를 연소시키며 날아가기 때문에 중량은 계속 감소하고 속도는 더더욱 빨라지기 마련이다.
1944년 9월 8일부터 3,000발 이상의 V-2가 발사되었다. 가장 먼저 공격받은 곳은 런던이었고 이어 앤트워프, 리에주 등도 공격받았다. V-2 공격으로 인해 사망한 사람의 수는 민간인과 군인을 합쳐 9,000 명 가량이고, V-2 개발 과정에서 강제 동원된 노동자 및 수용소 입소자 12,000 여명이 사망했다.
독일이 패망함에 따라 연합국 각국(미국, 영국, 소련)은 독일의 유도탄, 로켓, 제트엔진, 핵이 실험된 장소 및 샘플을 획득하기 위해 경쟁했다. 베르너 폰 브라운을 비롯한 100 명 이상의 V-2 핵심개발진은 미국에 투항했다. 페이퍼클립 작전을 통하여 V-2 개발진 상당수가 미육군 레드스톤 조병창에서 일하게 되었다. 미국은 V-2의 하드웨어도 노획하여 80여 기의 유도탄을 생산했다. 소련은 V-2 생산 시설을 접수했고, 재생산된 V-2들을 소련으로 가져갔다. 
폰 브라운이 이끌던 레드스톤 팀은 이후 1958년 10월 창설된 NASA로 넘어갔다. 이렇게 해서 시작된 NASA의 마셜 우주비행 센터(MSFC)는 새턴 로켓의 부스터 개발에 큰 역할을 했다.